# 时晨
时晨（1987年—），是一位中国推理小说作家、武侠小说作家、奇幻小说作家、书店经营者，曾用笔名“妖刀小宝”，上海作家协会会员。著有数学家侦探陈爝系列本格推理小说、《水浒猎人》系列武侠小说、都市奇幻小说《陆离神秘事件簿》 等作品。推理小说主题书店“孤岛书店”的创立者和经营者。

## 个人经历
时晨出生于上海，从初二开始读推理小说。2002年，他以“妖刀小宝”为笔名第一次发表了自己的小说，此后陆续发表了数个短篇。
2011年，时晨的长篇出道作《罪之断章》由广西人民出版社出版，此后陆续出版了十余本著作。2017年，时晨开始创作武侠小说《水浒猎人》系列，并由人民文学出版社出版，这一系列以硬派的格斗描写见长，又将《水浒传》的故事融入史实大背景中，描绘梁山好汉与地缘政治之间的碰撞。
2015年，以数学家陈爝为侦探的系列首作《黑曜馆事件》由长江出版社出版，但此系列的后续作品都由新星出版社出版。2017年，《黑曜馆事件》的越南语版由Nhà Xuất BảnNXB Văn Học出版，这也是时晨的作品首次输出海外。
2018年，时晨与好友陆烨华、鸡丁共同制作了推理文化脱口秀节目《Q.E.D. 可以的》。这一节目在2020年停播。
2019年，时晨参与了第一届QED推理小说奖的筹办，并担任评委。

## 创立孤岛书店
2020年，时晨在杭州看到一家名为“尤利西斯”的书店，店内只贩卖詹姆斯·乔伊斯的著作《尤利西斯》，并声称只营业两年就关张，这给了时晨很大震撼。同年年底，他决定与朋友一起开一家推理小说主题书店。2021年3月，他租下一间店面，命名为“孤岛书店”，从此开始经营这家推理小说主题书店。孤岛书店于2021年4月10日正式营业，开业首日人满为患，很多读者甚至无法挤进店里，要在店外与时晨交流。
时晨希望，孤岛书店可以成为中国大陆推理小说种类最丰富的书店，并希望这家书店可以为中国的推理迷提供一个举办线下活动的场地。

## 作品列表

### 单行本
- 《罪之断章》 2011年6月 广西人民出版社 ISBN 9787219073056
- 《黑曜馆事件》 2015年8月 长江出版社 ISBN 9787549235612
- 《镜狱岛事件》 2016年8月 新星出版社 ISBN 9787513322232
- 《五行塔事件》 2017年7月 新星出版社 ISBN 9787513326322
- 《入殓师推理事件簿》 2017年8月 华中科技大学出版社 ISBN 9787568029407
- 《水浒猎人》 2017年10月 人民文学出版社 ISBN 9787020134045
- 《傀儡村事件》 2018年8月 新星出版社 ISBN 9787513331616
- 《水浒猎人2:晁盖之怒》 2018年9月 人民文学出版社 ISBN 9787020131525
- 《水浒猎人3:梁山机密》 2020年5月 人民文学出版社 ISBN 9787020146611
- 《水浒猎人4:落幕之战》 2020年5月 人民文学出版社 ISBN 9787020146604
- 《密室小丑》 2020年5月 人民文学出版社 ISBN 9787020157044
- 《枉死城事件》 2020年7月 新星出版社 ISBN 9787513340731

### 选集刊载
- 《2012年中国悬疑小说精选》 2013年1月 长江文艺出版社 收录作品《镜子》 ISBN 9787535462824
- 《2013年中国悬疑小说精选》 2014年1月 长江文艺出版社 收录作品《变相》 ISBN 9787535471048
- 《2015年中国悬疑小说精选》 2016年1月 长江文艺出版社 收录作品《濒死的女人》 ISBN 9787535485038
- 《2016年中国悬疑小说精选》 2017年1月 长江文艺出版社 收录作品《缄默之碁》 ISBN 9787535493040
- 《2017年中国悬疑小说精选》 2018年1月 长江文艺出版社 收录作品《五行塔事件》 ISBN 9787570200528
- 《给孩子的推理故事》 2019年7月 长江出版社 收录作品《弄脏衣服的人》 ISBN 9787549265701

### 单行本未收录
- 《堕落的天使》  《推理志 》2008年6月上旬
- 《五十公里外的肢解》  《最推理 》第16期
- 《杭州龙井之谜》  《最推理 》第22期
- 《向日葵的爱情》  《推理世界 》2009年8月B
- 《法兰西花园之谜》  《最推理 》第24期
- 《会飞的尸体》  《最推理 》第25期
- 《中国绳子之谜》  《最推理 》第30期
- 《蔷薇馆事件》  《最推理 》第32期
- 《德国古堡之谜》  《推理世界 》2010年6月B
- 《灼热的密室》  《推理世界 》2010年10月B
- 《俄国学院之谜》  《推理世界 》2010年12月B
- 《食人教室》  《少年博览 》2010年12月号
- 《推理写手的苦恼》  《推理世界 》2011年2月B
- 《吸血怪谈》  《推理世界 》2011年5月B
- 《玫瑰之血》  《岁月推理·午夜场 》第二辑
- 《寄生》  《漫客·悬疑世界 》LOV.003
- 《龙杀人事件》  《推理世界 》2012年3月B
- 《胭脂劫》  《推理世界 》2012年5月B
- 《烈焰中的密室杀人》  《推理世界 》2012年7月B
- 《水泥魔阵》  《中学生·异度空间 》2012年7月号
- 《镜子》  《奇幻·悬疑世界 》2012年8月号
- 《空屋问题》  《推理世界 》2013年2月B
- 《断线》  《推理世界 》2013年4月B
- 《纸车》  《漫客·悬疑 》第七期
- 《雨的证言》  《推理世界 》2013年8月B
- 《变相》  《漫客·悬疑 》第十一期
- 《死神的重量》  《推理世界 》2014年10月A

### 电子出版
- 《龙杀人事件》 2016年8月 豆瓣阅读
- 《陆离神秘事件簿》 2016年5月 豆瓣阅读

## 脚注
1. ↑  时晨.  第1版. Beijing: 新星出版社. 2017-7: 勒口. ISBN 9787513326322.
2. ↑  中信出版·大方. . 跳岛FM.   [2021-04-14]. （原始内容存档于2021-04-15） （中文（简体））.
3. ↑  =. . 中华网. 光明网. 2018-09-13  [2021-04-14]. （原始内容存档于2021-04-14）.
4. ↑  Thời Thần. . Hà Nội: Nhà Xuất BảnNXB Văn Học. 2017-07-03. ISBN 9786049541322.
5. ↑  九久读书人. . 搜狐.   [2021-04-14]. （原始内容存档于2021-05-03）.
6. ↑  施晨露; 周程祎. . 上观新闻.   [2021-04-14]. （原始内容存档于2021-04-14）.
7. ↑  李佳蔚. . 中国作家网. 澎湃新闻.   [2021-04-14]. （原始内容存档于2021-04-14）.
8. ↑  董子琪. . 界面新闻.   [2021-04-14]. （原始内容存档于2021-04-14）.